# 야를

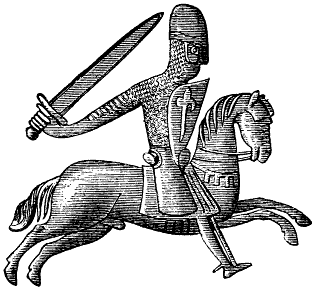
스웨덴 야를 비르기르 브로사(1174년–1202년 재위)의 인장

야를(jarl)은 게르만 철기 시대(기원후 375년경)로부터 중세 성기에 이르기까지 북유럽 일대에서 사용된 귀족 작위로, 영국 백작(earl)과 그 기원이 같으며, 동유럽의 보야르(boyar)와 대응한다.
야를이라는 작위명이 처음 발견되는 것은 5세기의 룬 각석들로서, 노르웨이 중부에서 스웨덴 남부에 이르는 일대에서 널리 발견된다.